# João Valdir Comasseto
João Valdir Comasseto (20 de dezembro de 1949) é um pesquisador brasileiro, titular da Academia Brasileira de Ciências na área de Ciências Químicas desde 1994.
É pesquisador do Instituto de Química da Universidade de São Paulo. Entre seus projetos de pesquisa, encontra-se o uso de enzimas para biocatálise de processos químicos industriais.
Foi condecorado com a Grã-Cruz da Ordem Nacional do Mérito Científico.